# Bernard (priimek)
Bernard je priimek v Sloveniji, ki ga je po podatkih Statističnega urada Republike Slovenije na dan 1. januarja 2010 uporabljalo 285 oseb in je med vsemi priimki po pogostosti uporabe uvrščen na 1.389. mesto.

## Znani slovenski nosilci priimka
- Antonija Bernard (1942—2010), slovenistka v Franciji, prevajalka, publicistka, pesnica
- Emerik Bernard (1937—2022), slikar, profesor ALU, akademik SAZU
- Filip Bernard (1896—1984), skladatelj in dirigent
- Franc Bernard (*1960), strokovnjak za ladijsko strojništvo
- Jakob Bernard (1909—1943), partizanski komandant in narodni heroj
- Milena Usenik Bernard (1934—2023), atletinja in slikarka
- Roman Bernard, podjetnik (Ngen)
- Tanja Borčić Bernard, novinarka, dopisnica

## Znani tuji nosilci priimka
- Alexis-Xyste Bernard, kanadski rimskokatoliški škof
- Claston Bernard (*1979), jamajški atlet
- Claude Bernard (1813—1878), francoski fiziolog
- Denis Kirwan Bernard (1882—1956), britanski general
- Edward Emerson Bernard (1857—1923), ameriški astronom
- Émile Bernard (1868—1941), francoski slikar
- Éric Bernard (*1964), francoski dirkač
- Gustave-Amédée Bernard (1883—1960), francoski general
- Henri-Marius Bernard, francoski rimskokatoliški škof
- Jacques Bernard (1658—1718), francoski teolog in publicist
- Jason Bernard (1938—1996), ameriški igralec
- Jean-Jacques Bernard (1888—1979), francoski književnik
- Joseph Antonie Bernard (1866—1931), francoski kipar
- Joseph-Frédéric-Ange-Désiré Bernard (1885—1978), francoski general
- Jean Albert Marie Auguste Bernard, francoski rimskokatoliški škof
- Michel-Jules-Joseph-Marie Bernard, mavretanski rimskokatoliški škof
- Tristan Bernard (1866—1947), francoski književnik